# Meistriliiga (Eishockey) 1994/95
Die Saison 1994/95 war die fünfte Spielzeit der Meistriliiga, der höchsten estnischen Eishockeyspielklasse. Meister wurde Kreenholm Narva.

## Modus
In der 1. Runde absolvierte jede der fünf Mannschaften insgesamt acht Spiele. Die zwei bestplatzierten Mannschaften qualifizierten sich direkt für die Playoffs, in denen der Meister ausgespielt wurde. Die weiteren drei Mannschaften spielten in einer zweiten Runde mit zwei weiteren Vereinen um die zwei verbleibenden Plätze im Playoff-Halbfinale. Das Playoff-Finale sowie die Serie um den dritten Platz wurde im Modus Best-of-Five ausgespielt. Für einen Sieg erhielt jede Mannschaft zwei Punkte, bei einem Unentschieden gab es ein Punkt und bei einer Niederlage null Punkte.

## 1. Runde
|    | Klub                 | Sp | S | U | N | Tore  | Punkte |
| -- | -------------------- | -- | - | - | - | ----- | ------ |
| 1. | Kreenholm Narva      | 8  | 8 | 0 | 0 | 60:17 | 16     |
| 2. | JSK Monstera Tallinn | 8  | 5 | 1 | 2 | 74:30 | 11     |
| 3. | THK-88 Tallinn       | 8  | 2 | 1 | 5 | 25:41 | 5      |
| 4. | LNSK Narva           | 8  | 2 | 0 | 6 | 28:63 | 4      |
| 5. | Keemik Kohtla-Järve  | 8  | 2 | 0 | 6 | 22:58 | 4      |

Sp = Spiele, S = Siege, U = unentschieden, N = Niederlagen

## 2. Runde
|    | Klub                | Sp               | S                | U                | N                | Tore             | Punkte           |
| -- | ------------------- | ---------------- | ---------------- | ---------------- | ---------------- | ---------------- | ---------------- |
| 1. | LNSK Narva          | 6                | 5                | 1                | 0                | 39:15            | 11               |
| 2. | THK-88 Tallinn      | 6                | 2                | 2                | 2                | 27:24            | 6                |
| 3. | Keemik Kohtla-Järve | 6                | 3                | 0                | 3                | 29:25            | 6                |
| 4. | HK Tartu            | 6                | 0                | 1                | 5                | 16:47            | 1                |
| 5. | HK Jõgeva           | nicht angetreten | nicht angetreten | nicht angetreten | nicht angetreten | nicht angetreten | nicht angetreten |

## Platzierungsrunde
|    | Klub                | Sp | S | U | N | Tore  | Punkte |
| -- | ------------------- | -- | - | - | - | ----- | ------ |
| 5. | Keemik Kohtla-Järve | 4  | 3 | 0 | 1 | 29:15 | 6      |
| 6. | HK Tartu            | 4  | 2 | 0 | 2 | 13:16 | 4      |
| 7. | HK Jõgeva           | 4  | 1 | 0 | 3 | 16:28 | 2      |

## Playoffs

### Halbfinale
- THK-88 Tallinn – Kreenholm Narva 0:3 (2:10, 1:2, 3:10)
- JSK Monstera Tallinn – LNSK Narva 0:3 (5:7, 4:4 → 0:5 Wertung, 0:5 Wertung)

### Serie um Platz 3
- THK-88 Tallinn – JSK Monstera Tallinn 3:0 (5:0 Wertung, 5:0 Wertung, 5:0 Wertung)

### Finale
- Kreenholm Narva – LNSK Narva 5:0 (3:2, 11:3, 14:0, 11:2, 4:3)

## Auszeichnungen
- Bester Torhüter: Andrus Ahi (THK-88 Tallinn)
- Bester Verteidiger: Alexander Kiritschenko (Kreenholm Narva)
- Bester Stürmer: Alexander Šljapnikov (Kreenholm Narva)
- Topscorer: Igor Averkin (Kreenholm Narva) – 27 Punkte (18 Tore und 9 Assists)